# II. Hugó arboreai király
II. Hugó (? – 1335/6. április 4. után), szárdul: Ugone II, giuighe/re de Arbarèe, katalánul: Hug II d'Arborea, franciául: Hugues II, roi/juge d’Arborée, olaszul: Ugone II di Arborea, spanyolul: Hugo II de Arborea, latinul: Hugo II, iudex/rex Arboreae, Arborea királya (judex) Szardínia szigetén. Cardonai Elfa empúriesi grófné ükapja és Arboreai Bonaventura jéricai bárónénal az apja.

## Élete

Szardínia négy történelmi királysága: Arborea, Gallura, Kalaris (Cagliari) és Torres (Logudoro)

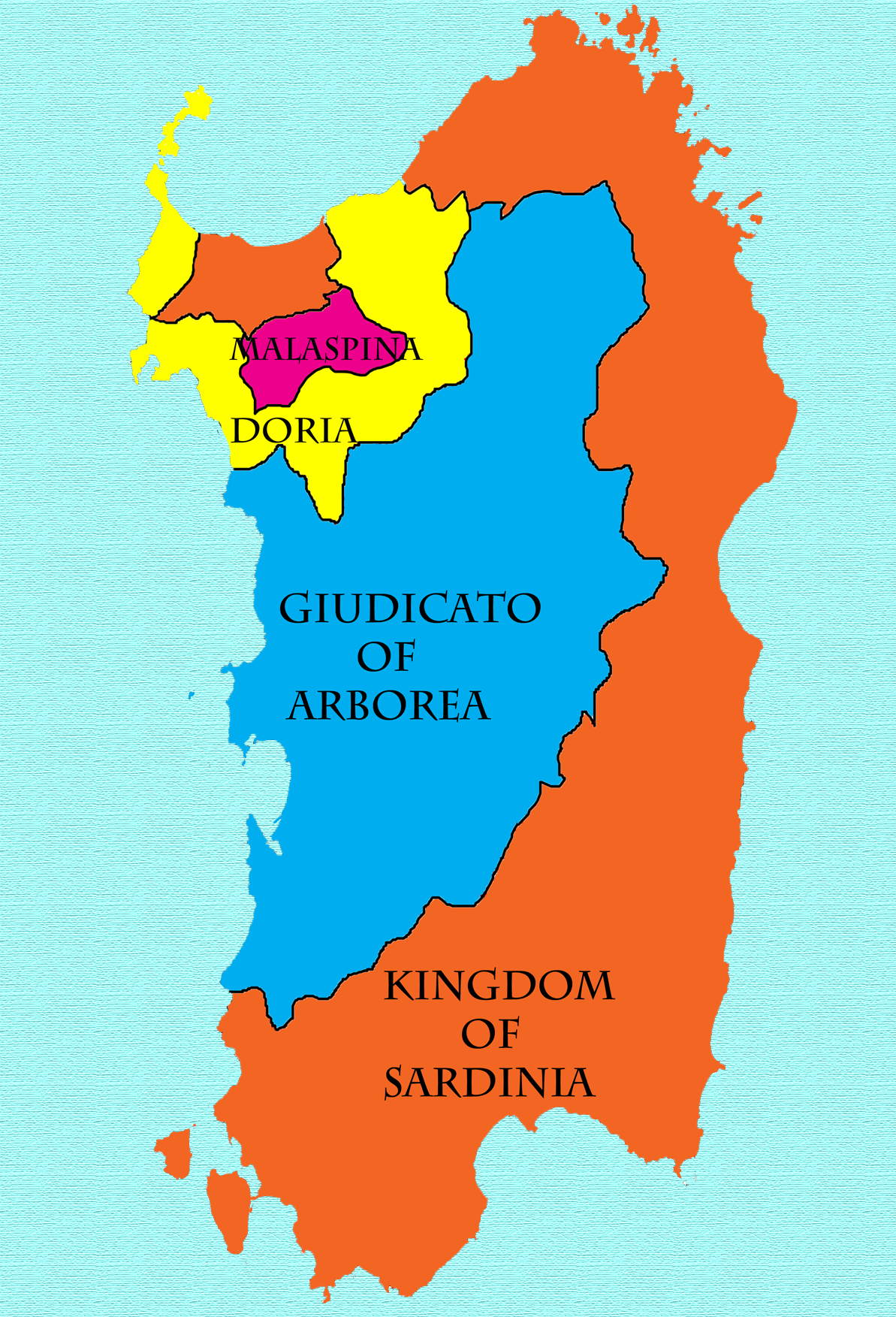
Az Arboreai Királyság kiterjedése 1324-ben, a Szárd Királyság megalapításakor

III. Marián, arborea királynak (judex) Paul(es)a de Serra úrnővel folytatott házasságon kívüli kapcsolatából született fia.
Az ő uralkodása alatt jött létre 1324-ben, a Szárd Királyság,
Legidősebb fiának, IV. Mariánnak (1319 körül–1375) az elsőszülött lánya volt I. Eleonóra, akinek a férje 1376-tól Brancaleone Doria (1337–1409), Monteleone grófja, és házasságukból két fiú jött a világra, akikkel együtt uralkodott.
I. Frigyes (1377–1387) korai halála után az öccse, V. Marián (1378/79–1407) uralkodott, és miután I. Eleonóra pestisben meghalt, az özvegye, Brancaleone Doria kormányzott a fia nevében, aki túlélte a fiát.
Mivel V. Marán nem nősült meg, és gyermekei nem születtek, így örökölhette a trónt Eleonóra húgának, Atboreai Beatrix (1343 körül–1377) hercegnőnek az unokája, Vilmos az unokatestvére halála után 1407-ben, akit I. Vilmos néven 1409. január 13-án Oristanóban királlyá koronáztak. 
Beatrix IX. (VII.) Imre (?–1388) narbonnei algrófhoz ment feleségül, és hét gyermekük született, köztük Vilmos apja, I. Vilmos, Narbonne algrófja.

## Gyermekei
- Feleségétől, Benedikta N. úrnőtpl, 8 gyermek:
  - Péter (?–1347), III. Péter néven arboreai király (judex), felesége Saluzzói Konstancia (?–1348), gyermeke nem született.
  - Marián (1319 körül–1375), IV. Marián néven arboreai király (judex), felesége Rocabertí Timbor (1318–1364) algrófnő,[3] 4 gyermek, többek közt:
    - III. Hugó (1337 körül–1383), Arborea királya (judex), felesége Castelli Battista, 1 lány:
      - Benedikta (1363 körül–1383), az apjával együtt meggyilkoltak.

    - I. Eleonóra (1340–1404), Arborea királynője (judex), férje Brancaleone Doria (1337–1409), Monteleone grófja, 2 fiú:
      - I. Frigyes (1377–1387), Arborea királya (judex)
      - V. Marián (1378/79–1407), Arborea királya (judex), nem nősült meg, gyermekei nem születtek.

    - Beatrix (1343 körül–1377), férje IX. (VII.) Imre (?–1388) narbonnei algróf, 7 gyermek, többek között:
      - I. Vilmos (?–1397), Narbonne algrófja, felesége Guérine de Beaufort (?–1397 után), 2 fiú, többek között:
        - I. Vilmos (1370–1424), Arborea királya (judex) és Narbonne algrófja, felesége Armagnaci Margit grófnő, Armagnaci Mattea aragóniai trónörökösné nagyunokahúga, gyermekei nem születtek

  - János (?–1375/6), Montacuro ura, felesége Moncadai Szibilla, 2 gyermek
  - Miklós, Arborea alkirálya, felesége Benedetta Troti, 1 fiú
    - Szalvátor, felesége Konstancia Cubello, 2 gyermek, többek között:
      - I. Loránd (1362–1427), Arborea régense, Oristano őrgrója, felesége Quirica Deiana, 3 gyermek:
        - I. Antal (1396–1455/1463), Oristano őrgrófja, arboreai trónkövetelő, felesége Cardonai Eleonóra (?–1454 körül), gyermekei nem születtek
        - I. Szalvátor (?–1470), Oristano őrgrófja, felesége Caterina Centelles de Oliva, nem születtek gyermekei
        - Benedikta, férje Artal Alagon, 1 fiú:
          - II. Loránd (1436–1494), Oristano őrgrófja, felesége María Linan de Morillo, 6 gyermek

  - Ferenc
  - Mária
  - Bonaventura (?–1375/78), férje I. Péter (1302–1362) jéricai[4] báró, I. Jakab aragón királynak és 3. feleségének, Teresa Gil de Vidaure úrnőnek, akit 2. felesége, Árpád-házi Jolán halála után titokban vett feleségül, volt a dédunokája. 4 leány, többek között:
    - Aragóniai Beatrix (1355 körül–1373 után), Cocentaina és Planes bárónője,[5] férje Aragóniai Antal (1350/55–1373 körül), I. Lajos szicíliai király természetes fia, gyermekei nem születtek
    - Aragóniai Elfa (1340–1380 után), férje Pedro Martínez de Luna (?–1368), Pola és Almonacid de la Sierra ura, XIII. Benedek avignoni (ellen)pápa apjának az elsőfokú unokatestvére, 4 gyermek, többek között:
      - Luna Beatrix, férje I. Hugó (1330–1400), Cardona grófja, 2 gyermek, többek között:
        - Cardonai Elfa (?–1420), 1. férje II. (Aragóniai) János (1375–1401), Empúries grófja, Johanna aragón királyi hercegnő fiaként IV. Péter aragóniai király unokája, nem születtek gyermekei, 2. férje Acard Pere de Mur (?–1415), Albi bárója, Cagliari és Gallura kormányzója, 3 gyermek, többek között:
          - (2. házasságából): Muri Jolán Lujza (1403 után–1467), Albi bárónője, 1. férje Ponç de Perellós (–1426), Tous várának az ura, 1 leány, 2. férje Frigyes (1400/02–1438) lunai gróf, aragón és szicíliai trónkövetelő, I. (Ifjú) Márton szicíliai király természetes fia Tarsia Rizzari cataniai úrnőtől, 1 fiú:
            - (1. házasságából): Perellósi Elfa (–1495), Albi bárónője, férje Cardonai Hugó (–1463), Bellpuig bárója, 6 gyermek
            - (2. házasságából): Aragóniai N. (fiú) (megh. fiatalon)

          - (2. házasságából): Muri Valentina, férje Carles de Guevara, Escalante ura

  - N. (leány)
- Ismeretlen ágyasától/ágyasaitól, 3 gyermek:
  - Lőrinc
  - Angiulesa
  - Preciosa